# Мила Павлова
Мила Павлова е българска театрална актриса.

## Биография
Родена е през 1928 г. в Пловдив, в семейство на банков деец, а майка ѝ от млада остава вдовица.
На театрална сцена започва да играе още от дете. Дълги години е в състава на Народния театър „Иван Вазов“. Създава забележителни сценични образи от българската и световната класика: Нора – „Нора“ от Ибсен, Мила Драгоданова – „В полите на Витоша“ от П. К. Яворов, Соня – „Дачници“ от Максим Горки, Зойка Талаконцева – „Години на странстване“ от Арбузов, Сара – „Към пропаст“ от Иван Вазов, Корделия – „Крал Лир“ от Шекспир и много други.
В Златния фонд на Българското национално радио се съхраняват записи на нейни рецитали по стихове на най-големите ни поети. Някои от тях излизат на грамофонни плочи, издадени от „Балкантон“. Носителка е на званието „заслужил артист“. Умира през 1963 година в София.
„Откакто се знам, съм била на сцената или близо до нея. Най-силните впечатления от детството ми в родния град Пловдив са не от игрите или от училището, а от театъра. Това, че станах театрална актриса, не беше в резултат на сериозни размишления върху жизнения ми път, нито от направляващата роля на родителите ми. И за мен, и за тях то беше напълно естествено и логично. Ако някога – не дай Боже – ми се отнеме възможността да играя, моят живот ще свърши.“ Това е част от последното интервю на Мила Павлова. Вече много болна, пожелава в последния си час да бъде изпратена с народната балада „Разболяла се хубава Яна“ на Вълкана Стоянова.

## Театрални роли
- „Скандал в Брикмил“ (Джон Пристли)
- „Ромео и Жулиета“ (Уилям Шекспир) – Жулиета